# يوجنو-سوخوكومسك
يوجنو-سوخوكومسك (بالروسية: Южно-Сухокумск) هي إحدى مدن روسيا في الكيان الفدرالي الروسي داغستان.

## المناخ
يظهر الجدول التالي التغييرات المناخية على مدار السنة ليوجنو-سوخوكومسك:
| البيانات المناخية لـيوجنو-سوخوكومسك | البيانات المناخية لـيوجنو-سوخوكومسك | البيانات المناخية لـيوجنو-سوخوكومسك | البيانات المناخية لـيوجنو-سوخوكومسك | البيانات المناخية لـيوجنو-سوخوكومسك | البيانات المناخية لـيوجنو-سوخوكومسك | البيانات المناخية لـيوجنو-سوخوكومسك | البيانات المناخية لـيوجنو-سوخوكومسك | البيانات المناخية لـيوجنو-سوخوكومسك | البيانات المناخية لـيوجنو-سوخوكومسك | البيانات المناخية لـيوجنو-سوخوكومسك | البيانات المناخية لـيوجنو-سوخوكومسك | البيانات المناخية لـيوجنو-سوخوكومسك | البيانات المناخية لـيوجنو-سوخوكومسك |
| الشهر                               | يناير                               | فبراير                              | مارس                                | أبريل                               | مايو                                | يونيو                               | يوليو                               | أغسطس                               | سبتمبر                              | أكتوبر                              | نوفمبر                              | ديسمبر                              | المعدل السنوي                       |
| ----------------------------------- | ----------------------------------- | ----------------------------------- | ----------------------------------- | ----------------------------------- | ----------------------------------- | ----------------------------------- | ----------------------------------- | ----------------------------------- | ----------------------------------- | ----------------------------------- | ----------------------------------- | ----------------------------------- | ----------------------------------- |
| متوسط درجة الحرارة الكبرى °م (°ف)   | −0.3 (31.5)                         | 0.9 (33.6)                          | 6.8 (44.2)                          | 16.9 (62.4)                         | 23.8 (74.8)                         | 28.3 (82.9)                         | 30.8 (87.4)                         | 29.9 (85.8)                         | 23.9 (75.0)                         | 15.8 (60.4)                         | 7.9 (46.2)                          | 2.5 (36.5)                          | 15.6 (60.1)                         |
| المتوسط اليومي °م (°ف)              | −3.7 (25.3)                         | −2.9 (26.8)                         | 2.6 (36.7)                          | 11.0 (51.8)                         | 17.8 (64.0)                         | 22.3 (72.1)                         | 24.9 (76.8)                         | 23.8 (74.8)                         | 18.1 (64.6)                         | 10.8 (51.4)                         | 4.3 (39.7)                          | −0.5 (31.1)                         | 10.7 (51.3)                         |
| متوسط درجة الحرارة الصغرى °م (°ف)   | −7.0 (19.4)                         | −6.6 (20.1)                         | −1.6 (29.1)                         | 5.2 (41.4)                          | 11.8 (53.2)                         | 16.3 (61.3)                         | 19.0 (66.2)                         | 17.7 (63.9)                         | 12.3 (54.1)                         | 5.8 (42.4)                          | 0.8 (33.4)                          | −3.4 (25.9)                         | 5.9 (42.5)                          |
| الهطول مم (إنش)                     | 17 (0.7)                            | 16 (0.6)                            | 19 (0.7)                            | 24 (0.9)                            | 38 (1.5)                            | 46 (1.8)                            | 37 (1.5)                            | 33 (1.3)                            | 27 (1.1)                            | 21 (0.8)                            | 22 (0.9)                            | 21 (0.8)                            | 321 (12.6)                          |
| المصدر: Climate-Data.org            |                                     |                                     |                                     |                                     |                                     |                                     |                                     |                                     |                                     |                                     |                                     |                                     |                                     |